# 李雯
李雯（1607年—1647年），字舒章，上海松江府華亭縣人，明末清初词人。

## 生平
父李逢申，萬曆進士，官工部郎中。李雯出生於万历三十五年（1607年），讀書刻苦，諸生。早年為复社主盟，与陈子龙、宋徵舆并称「云间三子」，和彭宾、夏允彝、周立勋、徐孚远等人以诗文唱和。李雯曾对柳如是用情极深。
崇禎十七年（1644年），李自成破北京，李逢申罹難。李雯在京邸，痛哭不絕，得棺木收殮。不久，清軍入京城，經龚鼎孳等推薦，薦授宏文院撰文、中書舍人。相传多尔衮的《致史相國書》劝降书，出自于李雯手笔。顺治四年（1647年）南归葬父，是年十二月冬還抵北京，不久病死。

## 著作
著有《云间三子新诗合稿》等等。